# Jakob Bleyer

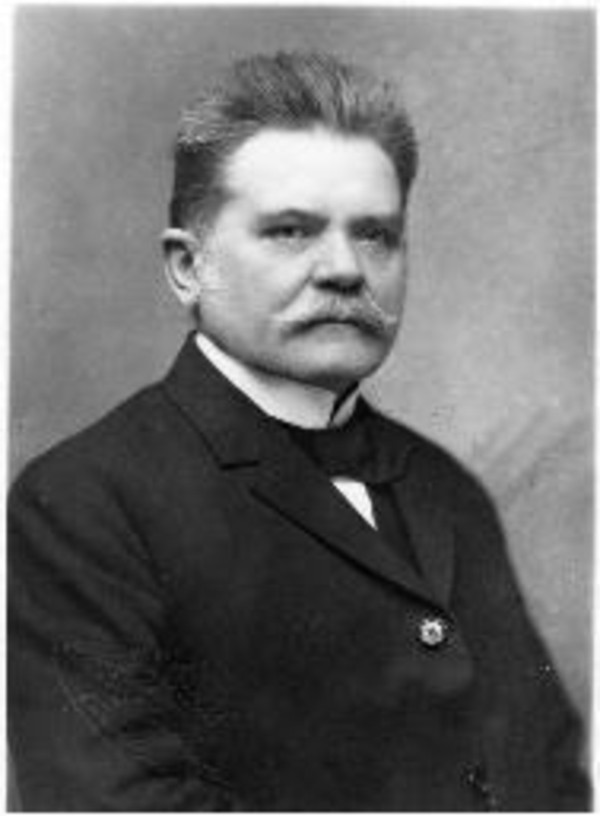
Jakob Bleyer

Jakob Bleyer (* 25. Januar 1874 in Tscheb/Dunacséb, Königreich Ungarn, Österreich-Ungarn (heute Čelarevo, Serbien); † 5. Dezember 1933 in Budapest) war ein ungarischer Germanist, Literaturwissenschaftler und Abgeordneter ungarndeutscher Herkunft und in den Jahren 1919 bis 1920 ungarischer Minister für nationale Minderheiten.

## Herkunft und Ausbildung
Jakob Bleyer wurde als Kind einer deutschsprachigen Bauernfamilie am 25. Januar 1874 in Tscheb in der Batschka geboren. Nach Besuch einer deutschen Volksschule war er am ungarischen Gymnasium in Neusatz und am Jesuitengymnasium in Kalocsa. Er studierte Germanistik und ungarische Philologie an der Universität Budapest. 1897 promovierte er mit der Arbeit „Ungarische Beziehungen der deutschen historischen Volkslieder bis 1551“ und wurde im gleichen Jahr Gymnasiallehrer in Budapest und Ödenburg/Sopron.

## Schriften

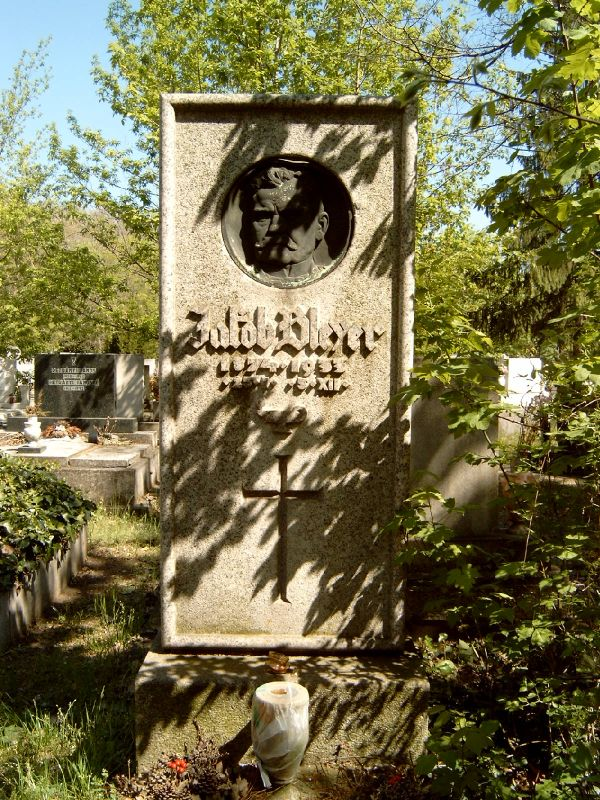
Bleyers Grab in Budapest auf dem Új köztemető : 22/1-1-203